# Cypha pulicaria
Cypha pulicaria är en skalbaggsart som först beskrevs av Wilhelm Ferdinand Erichson 1839.  Cypha pulicaria ingår i släktet Cypha, och familjen kortvingar. Enligt den finländska rödlistan är arten sårbar i Finland. Arten är reproducerande i Sverige. Artens livsmiljö är skogar.